# Okręg wyborczy nr 58 do Senatu Rzeczypospolitej Polskiej
Okręg wyborczy nr 58 do Senatu Rzeczypospolitej Polskiej obejmuje obszar powiatów bieszczadzkiego, jarosławskiego, leskiego, lubaczowskiego, przemyskiego, przeworskiego i sanockiego oraz miasta na prawach powiatu Przemyśla (województwo podkarpackie). Wybierany jest w nim 1 senator na zasadzie większości względnej.
Utworzony został w 2011 na podstawie Kodeksu wyborczego. Po raz pierwszy zorganizowano w nim wybory 9 października 2011. Wcześniej obszar okręgu nr 58 należał do okręgu nr 21.
Siedzibą okręgowej komisji wyborczej jest Krosno.

## Reprezentanci okręgu
| Rok  | Rok              | Senator             | Komitet wyborczy       |
| ---- | ---------------- | ------------------- | ---------------------- |
|      | 2011             | Andrzej Matusiewicz | Prawo i Sprawiedliwość |
| 2015 | Mieczysław Golba |                     | Prawo i Sprawiedliwość |
| 2019 | Mieczysław Golba |                     | Prawo i Sprawiedliwość |
| 2023 | Mieczysław Golba |                     | Prawo i Sprawiedliwość |

## Wyniki wyborów
Symbolem „●” oznaczono senatora ubiegającego się o reelekcję.

### Wybory parlamentarne 2011
| Kandydat                                                                                      | Kandydat              | Komitet wyborczy                              | Głosów | Głosów | Głosów |
| Kandydat                                                                                      | Kandydat              | Komitet wyborczy                              | Liczba | %      | +/–    |
| --------------------------------------------------------------------------------------------- | --------------------- | --------------------------------------------- | ------ | ------ | ------ |
|                                                                                               | Andrzej Matusiewicz   | Prawo i Sprawiedliwość                        | 72 861 | 39,45  | –      |
|                                                                                               | Maciej Lewicki        | Platforma Obywatelska RP                      | 59 143 | 32,02  | –      |
|                                                                                               | Małgorzata Duchnowicz | KWW Wspólnoty Samorządowej Doliny Sanu        | 25 296 | 13,70  | –      |
|                                                                                               | Dorota Piękoś-Gliwska | Sojusz Lewicy Demokratycznej                  | 17 910 | 9,70   | –      |
|                                                                                               | Tadeusz Urban         | Nasz Dom Polska – Samoobrona Andrzeja Leppera | 6260   | 3,39   | –      |
|                                                                                               | Wieńczysław Nowacki   | Stronnictwo Ludowe „Ojcowizna”                | 3227   | 1,75   | –      |
| Frekwencja: 43,88% Liczba głosów ważnych: 184 697 (96,32%) Źródło: Państwowa Komisja Wyborcza |                       |                                               |        |        |        |

### Wybory parlamentarne 2015
| Kandydat                                                                                      | Kandydat               | Komitet wyborczy                   | Głosów  | Głosów | Głosów |
| Kandydat                                                                                      | Kandydat               | Komitet wyborczy                   | Liczba  | %      | +/–    |
| --------------------------------------------------------------------------------------------- | ---------------------- | ---------------------------------- | ------- | ------ | ------ |
|                                                                                               | Mieczysław Golba       | Prawo i Sprawiedliwość             | 110 155 | 57,19  | +17,74 |
|                                                                                               | Alicja Zając           | Polskie Stronnictwo Ludowe         | 47 659  | 24,74  | –      |
|                                                                                               | Stanisław Mazurkiewicz | KWW Stanisława Jacka Mazurkiewicza | 34 808  | 18,07  | –      |
| Frekwencja: 46,40% Liczba głosów ważnych: 192 622 (95,13%) Źródło: Państwowa Komisja Wyborcza |                        |                                    |         |        |        |

### Wybory parlamentarne 2019
| Kandydat                                                                                      | Kandydat           | Komitet wyborczy           | Głosów  | Głosów | Głosów |
| Kandydat                                                                                      | Kandydat           | Komitet wyborczy           | Liczba  | %      | +/–    |
| --------------------------------------------------------------------------------------------- | ------------------ | -------------------------- | ------- | ------ | ------ |
|                                                                                               | Mieczysław Golba ● | Prawo i Sprawiedliwość     | 150 594 | 64,75  | +7,56  |
|                                                                                               | Bartosz Romowicz   | Polskie Stronnictwo Ludowe | 81 983  | 35,25  | +10,51 |
| Frekwencja: 55,62% Liczba głosów ważnych: 232 577 (97,20%) Źródło: Państwowa Komisja Wyborcza |                    |                            |         |        |        |

### Wybory parlamentarne 2023
| Kandydat                                                                                      | Kandydat           | Komitet wyborczy                           | Głosów  | Głosów | Głosów |
| Kandydat                                                                                      | Kandydat           | Komitet wyborczy                           | Liczba  | %      | +/–    |
| --------------------------------------------------------------------------------------------- | ------------------ | ------------------------------------------ | ------- | ------ | ------ |
|                                                                                               | Mieczysław Golba ● | Prawo i Sprawiedliwość                     | 131 649 | 49,20  | –15,55 |
|                                                                                               | Adam Woś           | KKW Koalicja Obywatelska PO .N iPL Zieloni | 65 034  | 24,30  | –      |
|                                                                                               | Włodzimierz Bodnar | Bezpartyjni Samorządowcy                   | 42 343  | 15,82  | –      |
|                                                                                               | Dariusz Lasek      | Konfederacja Wolność i Niepodległość       | 23 475  | 8,77   | –      |
|                                                                                               | Maria Drapak       | KWW Ruchu Dobrobytu i Pokoju               | 5088    | 1,90   | –      |
| Frekwencja: 67,29% Liczba głosów ważnych: 267 589 (98,29%) Źródło: Państwowa Komisja Wyborcza |                    |                                            |         |        |        |